# Onda di gravità

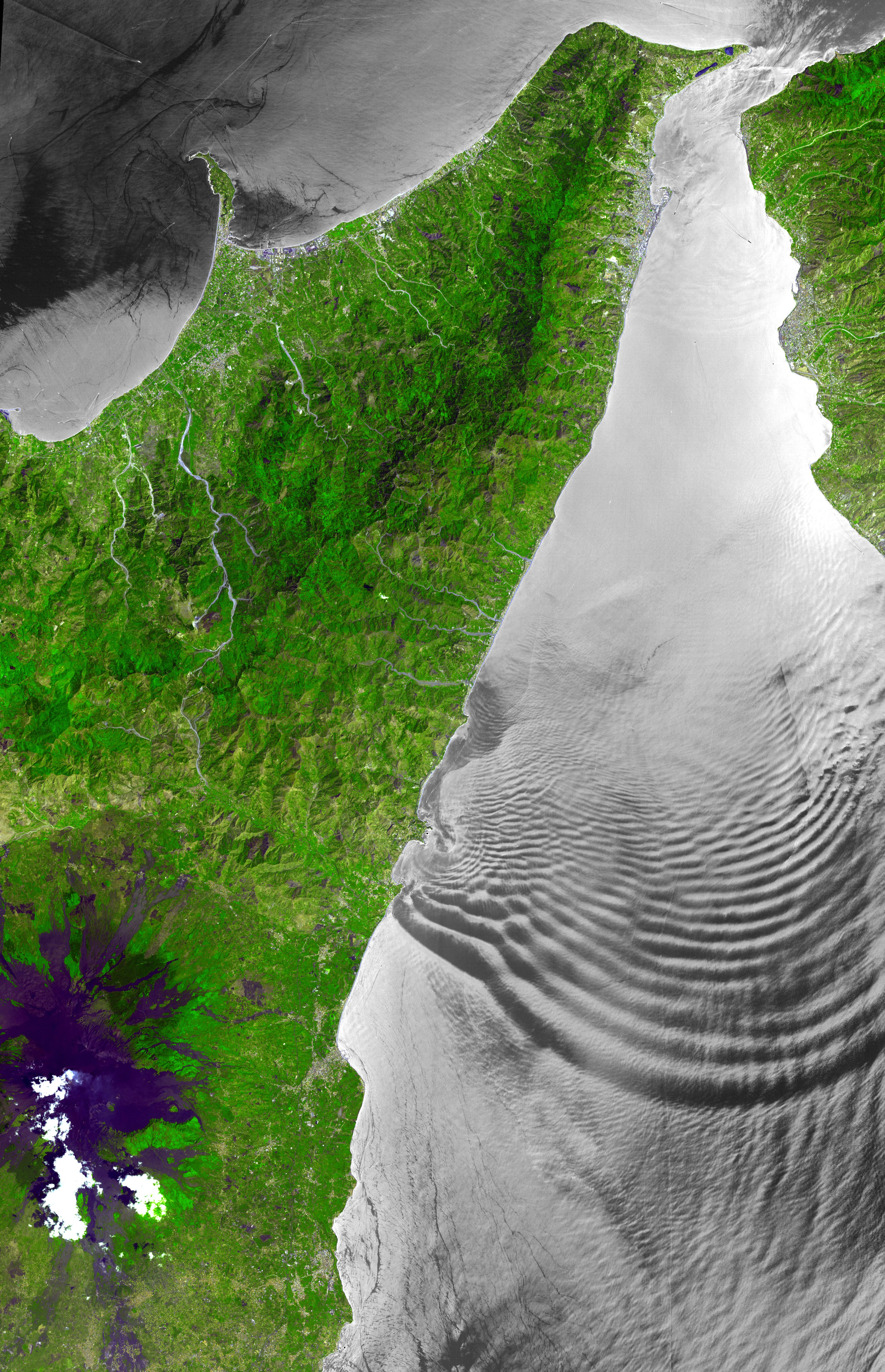
Onde di gravità a sud dello Stretto di Messina.

In dinamica dei fluidi, le onde di gravità sono onde generate in un mezzo fluido o all'interfaccia tra due mezzi quando la forza di gravità o la spinta idrostatica tendono a ristabilire l'equilibrio. Un esempio di questa interfaccia è quella tra l'atmosfera e l'oceano, che dà luogo alle onde marine.

## Caratteristiche
Quando un elemento fluido è sottoposto ad uno spostamento su di un'interfaccia o all'interno di una regione con una diversa densità, la gravità tende a ripristinare l'equilibrio con una serie di oscillazioni attorno allo stato di equilibrio dette anche orbita dell'onda. Le onde di gravità all'interfaccia aria-acqua dell'oceano sono chiamate onde di gravità di superficie o semplicemente onde di superficie, mentre le onde di gravità all'interno del corpo dell'acqua (tra zone di diversa densità) sono chiamate onde interne. Le onde marine sulla superficie dell'acqua, come pure gli tsunami o la marea sono esempi di onde di gravità.
Le onde di gravità generate dal vento sul pelo libero di stagni, laghi, mari e oceani hanno un periodo compreso tra 0,3 e 30 secondi (da 3 Hz a 0,03 Hz). Le onde più corte subiscono anche l'effetto della tensione superficiale e vengono chiamate onde di gravità-capillari o (se l'influenza gravitazionale è minima) onde capillari. Invece le cosiddette onde infragravitazionali, che sono dovute a interazioni subarmoniche non lineari con le onde generate dal vento, hanno periodi più lunghi del moto ondoso causato dal vento che le accompagna.

## Velocità di fase e di gruppo

### Acque profonde
La velocità di fase {\displaystyle c} di un'onda lineare di gravità con numero d'onda {\displaystyle k} è data dalla formula
{\displaystyle c={\sqrt {\frac {g}{k}}},}
dove {\displaystyle g} è l'accelerazione di gravità. Quando la tensione superficiale è importante, si modifica in
{\displaystyle c={\sqrt {{\frac {g}{k}}+{\frac {\sigma k}{\rho }}}},}
dove {\displaystyle \sigma } è il coefficiente di tensione superficiale e {\displaystyle \rho } è la densità.
Poiché {\displaystyle c=\omega /k} è la velocità di fase in termini della frequenza angolare {\displaystyle \omega } e del numero d'onda, la frequenza angolare dell'onda di gravità può essere espressa come
{\displaystyle \omega ={\sqrt {gk}}.}
La velocità di gruppo di un'onda (vale a dire la velocità a cui viaggia il pacchetto di onde) è data da
{\displaystyle c_{g}={\frac {d\omega }{dk}},}
e così per un'onda di gravità
{\displaystyle c_{g}={\frac {1}{2}}{\sqrt {\frac {g}{k}}}={\frac {1}{2}}c.}
La velocità di gruppo è la metà della velocità di fase. Un'onda in cui la velocità di gruppo e di fase differiscono, viene detta dispersiva.

### Acque poco profonde
Le onde di gravità che viaggiano in acque basse (dove la profondità è molto minore della lunghezza d'onda), sono non-dispersive: le velocità di gruppo e di fase sono identiche e indipendenti dalla lunghezza d'onda e dalla frequenza. Se la profondità dell'acqua è {\displaystyle h}, allora
{\displaystyle c_{p}=c_{g}={\sqrt {gh}}.}

## Onde di gravità atmosferiche

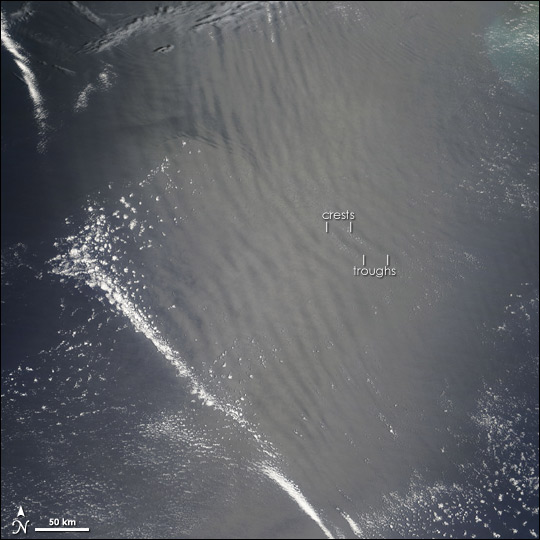
Onde di gravità atmosferiche viste dallo spazio.

Nell'atmosfera terrestre, le onde di gravità sono un meccanismo per il trasferimento della quantità di moto dalla troposfera alla stratosfera. Le onde di gravità vengono generate nella troposfera da un fronte meteorologico da un afflusso d'aria sopra le montagne. Inizialmente le onde si propagano attraverso l'atmosfera senza una apprezzabile variazione della loro velocità media. Appena però le onde raggiungono l'aria più rarefatta alle altitudini superiori, la loro ampiezza aumenta e gli effetti non lineari provocano la rottura dell'onda, trasferendo la loro quantità di moto al flusso medio.
Questo processo gioca un ruolo importante nello studio delle dinamiche della media atmosfera.
Le nuvole nelle onde di gravità possono avere un aspetto simile all'Altostratus undulatus e pertanto essere confuse con questi, ma il meccanismo di formazione è differente.